# Гроте дел'Аква (Фрозиноне)
Гроте дел'Аква је насеље у Италији у округу Фрозиноне, региону Лацио.
Према процени из 2011. у насељу је живело 41 становника. Насеље се налази на надморској висини од 378 м.